# تاریخ یهودیان در مالت
تاریخ یهودیان در مالت در طول دو هزار سال گسترده شده‌است. حضور یک جامعه یهودی از سده ۴ و ۵ میلادی در جزایر گواهی شده‌است. یهودیان تحت حکومت عرب و نورمن در مالت رونق گرفتند. آنها در سال ۱۴۹۲ اخراج شدند و جامعه ای دیگر پس از سال ۱۷۹۸ توانست تحت سلطه انگلیس دوباره تأسیس شود. در سده‌های ۱۹ و ۲۰ میلادی، جامعه یهودیان در مالت، با پناهجویان از حکومت نازی‌ها، پناهندگان ایتالیا و اروپای مرکزی به خوبی استقبال کردند. امروزه جامعه کوچکی در جزایر به خوبی جا افتاده‌است.

## قدمت

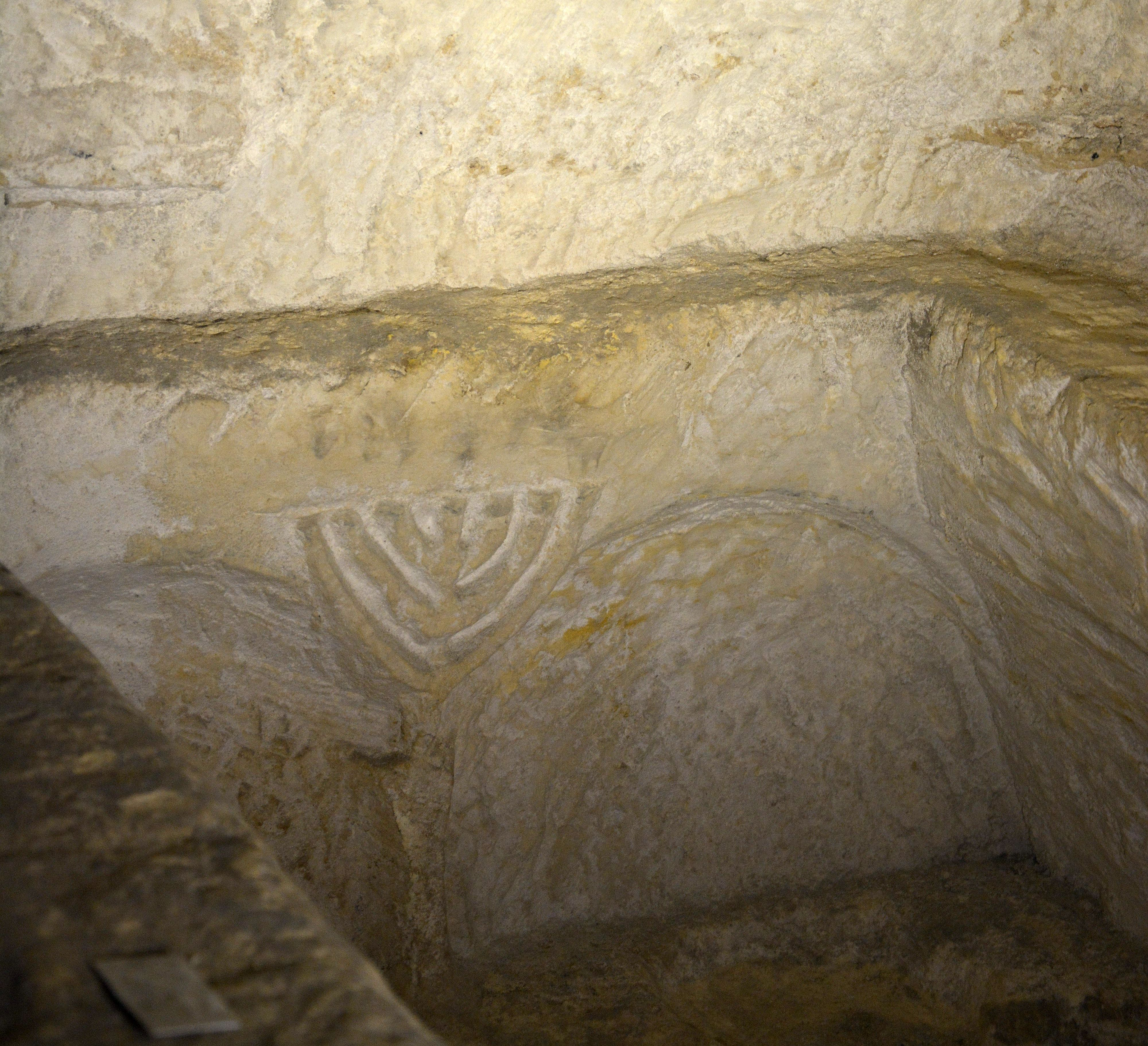
منورا نشان دهنده وجود دفنهای یهودیان در آبشارهای سنت پل در ربات، مالت

به‌طور سنتی، اولین یهودی که پا به مالت گذاشت، پولس رسول بود که کشتی او طبق افسانه ای که در سال ۶۲ م در آنجا مستقر شد. پولس در ادامه مسیحیت را به جمعیت جزیره معرفی کرد.
شش مکان دفن با منوراهای تراشیده در آبشارهای رباط (هر کدام با دوازده مقبره) نشان می‌دهد که یهودیان در طول سده‌های ۴ و ۵، در اواخر دوران روم و سپس بیزانس، در کنار مسیحیان و بت‌پرستان در مالت زندگی می‌کردند. این انجمن به رهبری شورای بزرگان (جروسیا) می‌توانست حداکثر ۳۰۰ نفر را جمع کند.